# Gymnogyps
Gymnogyps is een geslacht van vogels uit de familie van de gieren van de Nieuwe Wereld (Cathartidae). Er zijn vijf soorten bekend binnen het geslacht, waarvan alleen de Californische condor is overgebleven.

## Fossiele soorten
- Gymnogyps amplus werd voor het eerst beschreven in 1911 door L.H. Miller, uitgaande van een gebroken tarsometatarsus. De soort is de enige condorsoort die is gevonden in groeve 10 van de La Brea Tar Pits, waarvan de fossielen worden gedateerd op een radiokoolstofleeftijd van 9000 jaar (Holoceen). De kleinere, huidige Californische condor is mogelijk geëvolueerd uit Gymnogyps amplus.
- Gymnogyps howardae werd gevonden in teerafzettingen uit het Laat-Pleistoceen die bekend staan als de Talara Tar Seeps, in de buurt van Talara, in het noordwesten van Peru. De soort leefde ongeveer 126.000-12.000 jaar geleden.
- Gymnogyps kofordi werd beschreven op basis van een rechter tarsometatarsus.
- Gymnogyps varonai is bekend van fossielen die gevonden zijn in teerafzettingen uit het Laat-Pleistoceen tot Vroeg-Holoceen van Cuba. De soort voedde zich mogelijk met kadavers van grote zoogdieren zoals luiaards.

## Soorten
- Gymnogyps californianus  – Californische condor

### Uitgestorven in hetPleistoceen
- †Gymnogyps amplus
- †Gymnogyps howardae
- †Gymnogyps kofordi
- †Gymnogyps varonai